# كارل باومغارتنر
كارل باومغارتنر (بالألمانية: Karl Baumgartner)‏ هو منتج أفلام ألماني، ولد في 3 يناير 1949 في برونيك في إيطاليا، وتوفي في 18 مارس 2014 في فرانكفورت في ألمانيا.

## وصلات خارجية
- كارل باومغارتنر على موقع IMDb (الإنجليزية)
- كارل باومغارتنر على موقع ألو سيني (الفرنسية)
- كارل باومغارتنر على موقع أول موفي (الإنجليزية)
- كارل باومغارتنر على موقع قاعدة بيانات الأفلام السويدية (السويدية)
- كارل باومغارتنر على موقع قاعدة بيانات الفيلم (الإنجليزية)
- كارل باومغارتنر على موقع كينوبويسك (الروسية)